# 渥太華參議員
渥太華參議員隊 (英語：Ottawa Senators), 正式的名稱為渥太華參議員冰球俱樂部是位於加拿大渥太華的國家冰球聯盟隊伍，隸屬於東大區大西洋分區。
渥太華參議員隊成立於1992年，但在1918年-1934年曾經存在同名隊伍於國家冰球聯盟作賽。

## 筆記

### 腳註
1. ↑  French: Club de hockey Les Sénateurs d’Ottawa.[3]

## 外部連結
- 官方网站
- Ottawa Senators Community Foundation （页面存档备份，存于）